# Baie Hazen

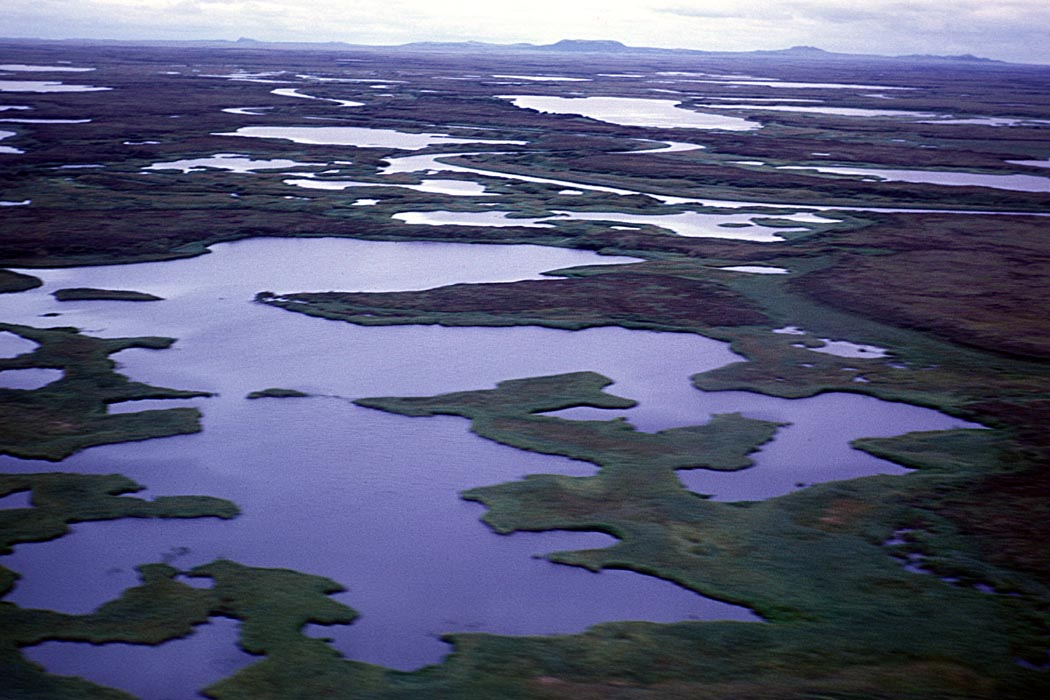
Baie Hazen

La baie Hazen est une baie située en Alaska, aux États-Unis, sur la côte de la mer de Béring. Large de 10 milles (16 km), elle se trouve à 37 milles (60 km) au sud-est de Hooper Bay.
Son nom lui a été donné en 1878 en l'honneur de William Babcock Hazen.

## Sources
- (en) « Baie Hazen », Geographic Names Information System

- (en) Cet article est partiellement ou en totalité issu de l’article de Wikipédia en anglais intitulé « Hazen Bay » (voir la liste des auteurs).